# Landshapes
Landshapes (bis 2012: Lulu and the Lampshades) ist eine Rockband aus London. Die Band spielt Alternative Rock mit Anklängen an Psychedelic Rock.
Die Formation hat vier Mitglieder – Luisa Gerstein (verschiedene Instrumente, vor allem Ukulele, Gesang), Heloise Tunstall-Behrens (verschiedene Instrumente, vor allem Violine, Gesang), Dan Blackett (Schlagzeug und Percussion, Gesang), Jemma Freeman (Gitarre, Gesang) – und spielt in derselben Besetzung seit 2009 zusammen.

## Bandgeschichte
Die Band war 2009 von Luisa Gerstein und Heloise Tunstall-Behrens während des Studiums der beiden Sängerinnen an der Universität Bristol unter dem Namen Lulu and the Lampshades als Folk-Pop-Band gegründet worden.
Diese Gruppe wurde dadurch international bekannt, dass sie einen alten Folksong, der erstmals von der Carter Family im Jahr 1931 unter dem Titel When I’m Gone eingespielt worden war, um neue Strophen und Melodielinien erweiterte. Die Lampshades unterlegten ihre Neukomposition mit dem Rhythmus eines Klatsch- und Becher-Spiels für Kinder und veröffentlichten dies unter dem Titel You’re Gonna Miss Me 2009 auf der Internet-Plattform YouTube. Die Veröffentlichung wurde zum Internetphänomen und zur Vorlage der Adaption durch Anna Kendrick im Film Pitch Perfect unter dem Titel Cups.
Die Umbenennung in Landshapes 2012 ging auf einen Druckfehler bei einem Auftritt in Paris zurück, passte aber dazu, dass die Band ohnehin ihre musikalische Ausrichtung ändern wollte, hin zu experimentellerer Rockmusik. 2013 veröffentlichten die Landshapes ihr Debütalbum mit dem Titel Rambutan beim Indie-Label Bella Union. Das Werk veranlasste den Kritiker der Süddeutschen Zeitung zu Lob in den höchsten Tönen: „aufregend, faszinierend, mitreißend, berührend, gefühlvoll, gut gemacht, geschickt verwoben, toll konstruiert“.
Das zweite Album der Gruppe, Heyoon, erschien 2015. 2020 folgten mit Contact und Whale Song zwei weitere Alben.

## Diskografie

### Lulu and the Lampshades
- 2009: Feet to the Sky / Rose Tint (Single, Voga Parochia)
- 2011: Cold Water / Cups („You’re Gonna Miss Me“) (Single, Moshi Moshi Records)

### Landshapes
- 2013: Rambutan (Album, Bella Union)
- 2013: Insomniacs Club (Single, Bella Union)
- 2015: Heyoon (Album, Bella Union)
- 2020: Contact (Album, Bella Union)
- 2020: Whale Song (Album, Bella Union)